# Zgonjevo
Zgonjevo (en serbe cyrillique : Згоњево) est un village de Bosnie-Herzégovine. Il est situé sur le territoire de la ville de Trebinje et dans la république serbe de Bosnie. Selon les premiers résultats du recensement bosnien de 2013, il compte 88 habitants.

## Géographie
Le village est entouré par les localités suivantes :
|       | Rasovac    |                     |
| Lapja | Zgonjevo   | Bugovina Velja Gora |
|       | Kremeni Do |                     |

## Histoire
Dans le village, l'église Saint-André est inscrite sur la liste provisoire des monuments nationaux de Bosnie-Herzégovine.

## Démographie

### Évolution historique de la population dans la localité
| 1948 | 1953 | 1961 | 1971 | 1981 | 1991 | 2013 |
| ---- | ---- | ---- | ---- | ---- | ---- | ---- |
| -    | -    | 148  | 136  | 127  | 122  | 88   |

|  |